# Linia kolejowa nr 651
Linia kolejowa nr 651 – drugorzędna, jednotorowa, zelektryfikowana linia kolejowa znaczenia państwowego łącząca posterunki odgałęźne Radoszowy na linii kolejowej nr 141 i Gottwald na linii kolejowej nr 713.

## Modernizacja
W październiku 2024 PKP Polskie Linie Kolejowe podpisały z Torkolem umowę na remont linii obejmujący m.in. dostosowanie jej do prędkości 120 km/h. Umowa objęła również remont fragmentów linii nr 141 i 164.